# Wild Horse Ambush
Wild Horse Ambush è un film del 1952 diretto da Fred C. Brannon.
È un western statunitense con Michael Chapin, Eilene Janssen e James Bell. È il seguito di Buckaroo Sheriff of Texas, The Dakota Kid e Arizona Manhunt, tutti del 1951.

## Produzione
Il film, diretto da Fred C. Brannon su una sceneggiatura di William Lively, fu prodotto da Rudy Ralston per la Republic Pictures tramite la Valley Vista Productions e girato dal 14 dicembre 1951. Il titolo di lavorazione fu Rangers of the Golden Sage.

## Distribuzione
Il film fu distribuito negli Stati Uniti dal 15 aprile 1952 al cinema dalla Republic Pictures.